# Élections sénatoriales de 2011 à Saint-Pierre-et-Miquelon
Les élections sénatoriales à Saint-Pierre-et-Miquelon ont lieu le dimanche 25 septembre 2011. Elles ont pour but d'élire le sénateur représentant la collectivité au Sénat pour un mandat de six années.

## Contexte local
Lors des élections sénatoriales du 26 septembre 2004 à Saint-Pierre-et-Miquelon, un sénateur a été élu, Denis Detcheverry (AD).
Depuis, tous les effectifs du collège électoral des grands électeurs ont été renouvelés, avec les élections législatives françaises de 2007 et les élections municipales françaises de 2008.

## Sénateur sortant
Le sénateur sortant est Denis Detcheverry (AD).

## Présentation des candidats et des suppléants
Les nouveaux représentants sont élus pour une législature de 6 ans au suffrage universel indirect par les 38 grands électeurs de la collectivité. À Saint-Pierre-et-Miquelon, les sénateurs sont élus au scrutin majoritaire à deux tours. Leur nombre reste inchangé, 1 sénateur est à élire. Ils sont 3 candidats dans la collectivité, chacun avec un suppléant.
| T/S | Candidats | Candidats         | Parti | Principale fonction                                     |
| --- | --------- | ----------------- | ----- | ------------------------------------------------------- |
| T   |           | Karine Claireaux  | EPC   | Maire de Saint-Pierre                                   |
| S   |           | Stéphane Coste    | EPC   | Conseiller territorial, maire de Miquelon-Langlade      |
| T   |           | Denis Detcheverry | AD    | Sénateur sortant, adjoint au maire de Miquelon-Langlade |
| S   |           |                   | AD    |                                                         |
| T   |           | Gérard Grignon    | AD    |                                                         |
| S   |           |                   | AD    |                                                         |

## Résultats
|                | Karine Claireaux  | EPC            | 20 | 54,05  |  |  |
|                | Gérard Grignon    | AD             | 17 | 45,95  |  |  |
|                | Denis Detcheverry | AD             | 0  | 0,00   |  |  |
|                |                   |                |    |        |  |  |
| Inscrits       | Inscrits          | Inscrits       | 38 | 100,00 |  |  |
| Abstentions    | Abstentions       | Abstentions    | 0  | 0,00   |  |  |
| Votants        | Votants           | Votants        | 38 | 100,00 |  |  |
| Blancs et nuls | Blancs et nuls    | Blancs et nuls | 1  | 2,63   |  |  |
| Exprimés       | Exprimés          | Exprimés       | 37 | 97,37  |  |  |